# Blackwell, Worcestershire
Blackwell är en by i Worcestershire i England. Byn är belägen 40,7 km 
från Worcester. Orten har 1 738 invånare (2016).